# Mordellistenoda nigricans
Mordellistenoda nigricans es una especie de coleóptero de la familia Mordellidae.

## Distribución geográfica
Habita en Malasia.